# ایموگاستا
ایموگاستا (به اسپانیایی: Aimogasta) یک منطقهٔ مسکونی در آرژانتین است که در Arauco Department واقع شده‌است.